# Cornelis den Hartog
Pour les articles homonymes, voir Den Hartog.
Ne doit pas être confondu avec Jacobus Cornelis (Koos) den Hartog (1942-2000) spécialisé, lui, dans les étoiles de mer, et connu sous le pseudonyme de M. Koos.
Jacobus Cornelis den Hartog, né le 28 janvier 1931 et mort en 2021, est un biologiste néerlandais spécialisé dans la botanique marine.

## Biographie
Il étudie la biologie à l'université d'Amsterdam où il obtient son Master en science en 1956. Il obtient son doctorat en 1963 avec une thèse à l'Institut de recherche hydrobiologique Delta à Yerseke sur l'utilisation des algues sur les côtes des Pays-Bas. À partir de 1963, il travaille sur les herbiers marins proches de Leyde et se concentre sur les algues. Il publie en 1970 Seagrasses of the World, un ouvrage devenu important car il y révèle l'importance et les menaces qui pèsent sur les herbiers.
Il enseigne de 1970 à 1975 à l'université de langue néerlandaise de Bruxelles, la Vrije Universiteit Brussel, et de 1974 à 1987 à l'université de Wageningen. En 1975, il cofonde la revue Aquatic Botany. Il enseigne ensuite à l'université de Nimègue jusqu'à sa retraite en 1996.

## Principaux travaux
- (en) The Sea‐grasses of the World, Amsterdam, London, North‐Holland Publishing Company, 1970, 276 pages, 20 planches.